# Marek Szerszyński
Marek Szerszyński (* 8. Oktober 1960 in Gruczno, Gmina Świecie) ist ein ehemaliger polnischer Radrennfahrer.

## Sportliche Laufbahn
In den Jahren 1985 und 1986 trat er bei den Straßenradsport-Weltmeisterschaften an und wurde als 20. (1985) und 46. (1986) klassiert. Er nahm dreimal an der Internationalen Friedensfahrt teil und wurde 1985 26., 1986 14. und 1987 25. Hinter Sławomir Krawczyk belegte er bei der Rundfahrt Dookola Mazowska 1984 den 2. Platz.
Von 1989 bis 1993 war er als Berufsfahrer aktiv. 1989 wurde er Mitglied des ersten professionellen polnischen Radsportteams Exbud Kielce. 1990 wurde er bei der ersten polnischen Profi-Meisterschaft Zweiter hinter Zenon Jaskuła. Bei den UCI-Straßen-Weltmeisterschaften der Profis war er dreimal dabei, sein bestes Resultat war der 13. Platz 1990.
Szerszyński fuhr die Tour de France 1993 (ausgeschieden), den Giro d’Italia 1991 (48.) und 1992 (60.), sowie die Vuelta a España 1993 (83.). Bei allen Rundfahrten startete er für das italienische Lampre. Zum Ende der Saison 1993 beendete er seine Laufbahn.